# Jimmy Valiant
James Harold Fanning (Franklin County (Tennessee), 6 augustus 1942), beter bekend als Jimmy Valiant, is een Amerikaans voormalig professioneel worstelaar.

## In worstelen
- Managers
  - Major Duke George
  - Grand Wizard
  - Lou Albano
  - Lord Alfred Hayes
  - Street Lady
  - The Goon
  - Jimmy Hart
  - Bobby Heenan

## Kampioenschappen en prestaties
- Cauliflower Alley Club
  - Other honoree (1997)

- Championship Wrestling vanuit Florida
  - NWA Florida Tag Team Championship (1 keer met Johnny Valiant)
  - NWA United States Tag Team Championship (1 keer met Johnny Valiant)

- Georgia Championship Wrestling
  - NWA Georgia Tag Team Championship (1 keer met Johnny Valiant)

- Maple Leaf Wrestling
  - NWA Television Championship (2 keer)

- Mid-Atlantic Championship Wrestling
  - NWA Television Championship (2 keer)

- Northern Wrestling Federation
  - NWF Championship (1 keer)

- NWA Mid-America / Continental Wrestling Association
  - AWA Southern Heavyweight Championship (5 keer)
  - AWA Southern Tag Team Championship (1 keer met Rocky Johnson)
  - CWA Tag Team Championship (3 keer; 2x met Bill Dundee en 1x met Don Carson)
  - NWA Mid-America Heavyweight Championship (1 keer)
  - NWA Southern Heavyweight Championship (1 keer)

- NWA San Francisco
  - NWA World Tag Team Championship (1 keer met Johnny Valiant)

- Pro Wrestling Illustrated
  - PWI Tag Team of the Year (1974) - met Johnny Valiant.

- United States Wrestling Association
  - USWA Southern Heavyweight Championship (1 keer)
  - USWA Unified World Heavyweight Championship (2 keer)

- World Wide Wrestling Federation - World Wrestling Federation
  - WWWF World Tag Team Championship (1 keer met Johnny Valiant)
  - WWF Hall of Fame (Class of 1996)

- World Wrestling Association
  - WWA World Heavyweight Championship (1 keer)
  - WWA World Tag Team Championship (3 keer met Johnny Valiant)

- Wrestling Observer Newsletter awards
  - Worst Tag Team (1987) met Bugsy McGraw